# Корсиканский пролив
Корсика́нский проли́в — пролив между островом Корсика и Тосканским архипелагом в Средиземном море. Соединяет Тирренское и Лигурийское моря.
Длина пролива составляет около 70 км, ширина — от 60 до 120 км, глубина судоходной части достигает 500 м. Постоянное течение направлено на север со скоростью до 1 км/ч. Величина приливов — до 0,5 м, приливные течения невелики. Интенсивное судоходство. На Корсиканском берегу расположен порт Бастия, на острове Эльба — Порто-Феррайо.